# Fredrik Sjöberg
Fredrik Sjöberg (Västervik, 31 d'agost de 1958) és un traductor, periodista i escriptor suec.
Fredrik Sjöberg estudià biologia i geologia. És crític literari del diari Svenska Dagbladet i ha contribuït a diverses antologies i traduït llibres del noruec, anglès i francès. El parany de mosques, que es publicà en 2004 a Suècia, fou nominada per al prestigiós Premi August. Ha rebut els premis De Nios Vinterpris (2005), Änglamarkspriset (2006), En bok för allas litterära humorpris (2006) i Alf Henrikson-Stipendium (2007).

## Obres
- På maktens tröskel. Carlssons Bokförlag, 1988
- Miljö till varje pris, Gemeinsam mit Mikael Edelstam. LT:s Förlag, 1988
- Verkligheten på hotlistan. Sveriges lantbruksuniversitet, 1993
- Vi och Dom. Bokförlaget Atlantis, 1997
- Artrikedomar. Bokförlaget Atlantis, 1998
- Gener, pengar och pirater. Utbildningsradion, 1998
- Vad ska vi med naturen till?. Nya Doxa, 2001
- Tranströmerska insektsamlingen från Runmarö. ellerströms förlag, 2001
- Naturens nollåttor, Naturskyddsföreningen, 2002
- Flugfällan. Nya Doxa, 2004 
  - El parany de mosques.Traduït del suec per Amanda Mansten Monjornell). Pabst & Pesch, Raeren / Sant Vicenç de Sarrià 2013, ISBN 978-84-937068-1-4
- Flyktkonsten. Nya Doxa, 2006
- Den utbrände kronofogden som fann lyckan, Nya Doxa, 2008
- Russinkungen. Nya Doxa, 2009